# Maria Sten
Maria Sten, född 29 oktober 1989, är en dansk skådespelare.
Sten har bland annat medverkat i TV-serierna Channel Zero, Reacher och Swamp Thing.

## Filmografi (i urval)
- 2019 – Swamp Thing (TV-serie)
- 2022–2024 – Reacher (TV-serie)
- 2018 – Channel Zero (TV-serie)